# Budweiser/G.I. Joe's 200 1992
Budweiser/G.I. Joe's 200 1992 var ett race som var den sjätte deltävlingen i PPG IndyCar World Series 1992. Racet kördes den 21 juni på Portland International Raceway. 1991 års mästare Michael Andretti kom tillbaka från en miserabel serie av resultat, och tog titelförsvarets första seger. Emerson Fittipaldi och Al Unser Jr. var övriga förare på pallen.

## Slutresultat
| Plats | Förare                | Team                     | Grid | Kvaltid  |
| ----- | --------------------- | ------------------------ | ---- | -------- |
| 1     | Michael Andretti      | Newman/Haas Racing       | 2    | 1.00,746 |
| 2     | Emerson Fittipaldi    | Marlboro Team Penske     | 1    | 1.00,658 |
| 3     | Al Unser Jr.          | Galles-Kraco Racing      | 4    | 1.01,040 |
| 4     | Eddie Cheever         | Chip Ganassi Racing      | 6    | 1.01,315 |
| 5     | John Andretti         | Hall/VDS Racing          | 12   | 1.02,190 |
| 6     | Mario Andretti        | Newman/Haas Racing       | 8    | 1.01,723 |
| 7     | Rick Mears            | Marlboro Team Penske     | 7    | 1.01,621 |
| 8     | Scott Goodyear        | Walker Racing            | 14   | 1.02,697 |
| 9     | Raul Boesel           | Dick Simon Racing        | 9    | 1.01,901 |
| 10    | Scott Pruett          | Truesports Co.           | 10   | 1.02,287 |
| 11    | Ross Cheever          | A.J. Foyt Enterprises    | 15   | 1.02,715 |
| 12    | Danny Sullivan        | Galles-Kraco Racing      | 3    | 1.00,969 |
| 13    | Robby Gordon          | Chip Ganassi Racing      | 11   | 1.02,164 |
| 14    | Bobby Rahal           | Rahal-Hogan Racing       | 5    | 1.01,275 |
| 15    | Ted Prappas           | P.I.G. Racing            | 20   | 1.04,570 |
| 16    | Eric Bachelart        | Dale Coyne Racing        | 19   | 1.04,570 |
| 17    | Ross Bentley          | Dale Coyne Racing        | 23   | 1.06,000 |
| 18    | Vinicio Salmi         | Euromotorsport           | 22   | 1.05,576 |
| 19    | Jeff Wood             | Arciero Racing           | 21   | 1.05,242 |
| 20    | Brian Till            | Robco Racing             | 18   | 1.03,325 |
| 21    | Tony Bettenhausen Jr. | Bettenhausen Motorsports | 17   | 1.03,252 |
| 22    | Scott Brayton         | Dick Simon Racing        | 13   | 1.02,321 |
| 23    | Jimmy Vasser          | Hayhoe-Cole Racing       | 16   | 1.02,848 |
| 24    | Buddy Lazier          | Leader Cards Racing      | 25   | -        |
| 25    | Nicola Marozzo        | Euromotorsport           | 24   | 1.09,711 |